# Iakov Djugașvili
Iakov Iosifovici Djugașvili (în georgiană იაკობ ჯუღაშვილი, în rusă Яков Иосифовичь Джугашвили) (n. 18 martie 1907, Baji⁠(d), Racia-Lecihumi și Svanesia Inferioară⁠(d), Georgia – d. 14 aprilie 1943, Lagărul de concentrare Sachsenhausen, Brandenburg, Germania) a fost unul dintre cei trei copii ai lui Iosif Vissarionovici Stalin, ceilalți doi fiind: Svetlana Allilueva și Vasili Stalin.

## Biografie
Iakov a fost fiul primei neveste a lui Stalin, Ekaterina Svanidze. Locul nașterii sale este nesigur, satul Badji – regiunea Kutaisi sau orașul Baku. După moartea mamei sale, a fost crescut și educat în orașul Tbilisi de rude, mătușa A.C. Monasalidze și unchiul A. Șvanidze. La insistențele acestuia din urmă, tânărul Iakov a plecat la vârsta de 14 ani la Moscova. Stalin l-a întâmpinat cu răceală, în schimb cea de-a doua soție a dictatorului, Nadejda Allilueva, s-a străduit să-l ocrotească.
În 1925 a absolvit o școală medie electrotehnică. În același an s-a căsătorit. Iakov și tatăl său nu au fost niciodată în relații prea bune. Stalin nu a fost de acord cu această căsătorie și a refuzat să-și cunoască nora. Exasperat de lipsa de înțelegere a părintelui său, Iakov a încercat fără succes să se sinucidă folosind un pistol. Acest episod a schimbat în și mai rău părerea lui Stalin despre propriul fiu, dovadă fiind scrisoarea trimisă de dictator soției sale, în care scria: Transmite-i lui Iașa din partea mea, că s-a comportat ca un huligan și ca un șantajist și de acum înainte nu mai am nimic în comun cu el. Să trăiască unde vrea și cu cine vrea
După trei luni de îngrijire în spitalul din Kremlin, la sfatul lui Serghei Kirov, Iakov și-a luat soția, Zoe, și a plecat la Leningrad. Aici a locuit la o rudă a mamei sale vitrege. În 1929 i s-a născut o fetiță, care a murit la scurtă vreme. După acest eveniment trist, căsătoria cu Zoe s-a destrămat.
În 1930, Iakov s-a reîntors la Moscova, unde a urmat cursurile de ingineri ale Institutului de transporturi. A lucrat ca inginer la centrala termo-electrică a unei uzine care purta numele tatălui său. A urmat, de asemenea, cursurile serale ale Academiei de artilerie.
Iakov Djugașvili s-a recăsătorit în 1938 cu Iulia Melțer, cu care a avut o fiică, Galina. În 1941, a intrat în partid.
Iakov Iosifovici Djugașvili a fost locotenent-major al Armatei Roșii și a participat la al Doilea Război Mondial începând cu data de 27 iunie 1941 în cadrul Regimentului XIV de artilerie al Diviziei a XIV-a de tancuri. A fost luat prizonier de germani pe 16 iulie 1941, în încercuirea de la Vitebsk. Înainte de a fi capturat, Iakov și-a distrus actele și și-a descusut toate însemnele ofițerești de pe uniformă.
Când a fost interogat, Iakov a declarat că este soldat și că îl cheamă Lavadze. Nu se știe până în ziua de azi cine l-a trădat ofițerilor germani de contrainformații, probabil de unul dintre subordonații săi artileriști, unitatea fiind compusă în majoritate din gruzini. Germanii s-au folosit imediat de capturarea fiului cel mare al lui Stalin în scopuri propagandistice. Pe 7 august, conducerea politică a Frontului de nord-vest i-a trimis lui Andrei Jdanov un pachet care conținea trei foi volante care, pe o parte, avea scris un text care îndemna soldații sovietici la capitulare, iar, pe cealaltă parte, avea scris un text al unei scrisori atribuite lui Iakov și o fotografie a acestuia stând de vorbă cu ofițeri germani.
Iakov a fost îndelung interogat de germani în mai multe lagăre pentru ofițeri. Din procesele verbale ale interogatoriilor se poate constata că, în ciuda presiunilor, fiul nu și-a trădat niciodată tatăl sau țara, deși își exprima uneori rezervele față de politica dictatorului. A refuzat cu îndărătnicie să se adreseze în scris sau prin radio soldaților sovietici, singura înregistrare radio care îi este atribuită este, așa cum s-a dovedit după război, un fals încropit din frânturi de propoziții spuse în timpul interogatoriilor. Iakov a refuzat, de asemenea, să se alăture unităților vlasoviste, care începuseră să fie formate de germani.
Germanii au propus un schimb de prizonieri, arătându-se dispuși să-l schimbe pe Iakov cu feldmareșalul Friedrich Paulus, care fusese luat în captivitate de sovietici după victoria în bătălia de la Stalingrad. Stalin nu a fost de acord cu schimbul, afirmând că 'Nu am nici un fiu pe nume Iakov' și „... soldații nu pot fi schimbați cu mareșalii”.
Iakov a murit în prizonierat, nefiind foarte clar cum s-a întâmplat lucrul acesta. Versiunea oficială a germanilor a fost că Iakov a murit când a intrat într-un gard electrificat într-o încercare nereușită de evadare. Din mărturiile camarazilor de detenție și dintr-un raport al santinelei germane, găsit de americani după încheierea războiului, reiese că Iakov mai era încă în viață, prins în sârma ghimpată a gardului aflat sub o tensiune de 500 V, când soldatul german a tras asupra fugarului.
Stalin era convins că fiul său nu va scăpa cu viața din prizonierat. Când, la sfârșitul anului 1943, a aflat despre moartea lui Iakov, Stalin a avut o criză de spasm al vaselor sanguine cerebrale. În mod paradoxal, Stalin a dat ordin ca nora sa, Iulia Merțer, să fie judecată și condamnată ca membră a familiei unui trădător. Iulia a fost închisă doi ani într-o închisoare din Samara.
În 1977, Sovietul Suprem al Uniunii Sovietice l-a decorat post-mortem pe locotenentul-major Iakov Iosifovici Djugașvili cu Ordinul Marelui Război, clasa I. Ordinul a fost primit de Galina Djugașvili, fiica lui Iakov. În cadrul muzeului Academiei de artilerie unde a studiat Iakov, se află o urnă cu pământ și cenușa din lagărul de prizonieri.
1. 1 2  Âkov Iosifovič Džugašvili, Autoritatea BnF
2. ↑  Jakob Dschugaschwili, Munzinger Personen, accesat în 9 octombrie 2017